# Lesoto en los Juegos Olímpicos de Río de Janeiro 2016
Lesoto participa en los Juegos Olímpicos de 2016 en Río de Janeiro, Brasil, del 5 al 21 de agosto de 2016.
El atleta Mosito Lehata fue el abanderado durante la ceremonia de apertura.

## Deportes
Atletismo
- Mosito Lehata (100 y 200 metros masculino)
- Tsepo Mathibelle (maratón masculina)
- Lebenya Nkoka (maratón masculina)
- Namakwe Nkhasi (5000 metros masculino)
- Tsepang Sello (800 metros femenino)

Boxeo
- Moroke Mokhotho (peso pluma masculino)
- Inkululeko Suntele (peso gallo masculino)

Ciclismo
- Phetetso Monese (cross country masculino)